# 蛋白磷酸酶2
蛋白磷酸酶2（英語：Protein phosphatase 2，簡稱PP2或PP2A）是由PPP2CA基因编码的蛋白磷酸酶。PP2A存在于很多组织中，為异三聚体，屬於丝氨酸/苏氨酸磷酸酶，具有广泛的底物特异性和多样的细胞功能。PP2A的底物都是信号传导级联反应中的癌蛋白，如AKT、Raf和MKK。